# 伊斯蘭教徒體育俱樂部
伊斯蘭教徒體育俱樂部（英語：Mohammedan Sporting Club），是一家設於印度西孟加拉邦加爾各答體育俱樂部，成立於1891年，是亞洲也是印度歷史悠久的足球俱樂部之一。俱樂部目前於印度足球乙級聯賽及加爾各答足球聯賽（CFL）參賽，在印度足球各家俱樂部內非常受到國內大眾支持。俱樂部在英屬印度時期，多次與英國人組成的球隊競爭足球錦標賽冠軍，在當時受到眾多印度人支持。
伊斯蘭教徒體育俱樂部在多個錦標賽獲得無數冠軍，其中在1940年於杜蘭德盃獲得冠軍，成為首支由印度人組成的球隊在杜蘭德盃奪得冠軍，並在1960年贏得阿迦汗金杯冠軍，成為首支在印度國外足球錦標賽獲得冠軍的俱樂部。
在加爾各答地區，伊斯蘭教徒與莫亨巴根及東孟加拉互為競爭關係，並且是加爾各答前三大球隊。

## 歷史

### 早期與不敗神話
伊斯蘭教徒體育俱樂部在1887年成立，在當時俱樂部名稱為朱比利俱樂部（Jubilee Club），並在之後更名為新月俱樂部（Crescent Club）及哈米迪亞俱樂部（Hamidia Club），最後在1891年時才改為現名。
在1930年代之前，伊斯蘭教徒在科奇比哈爾盃（Coochbehar Cup）獲得過三次冠軍（1902年、1906年、1909年）。1930年，俱樂部晉級加爾各答足球聯賽第二組，在此期間，俱樂部開始將球隊現代化，印度各地也開始有足球選手前來加入俱樂部。

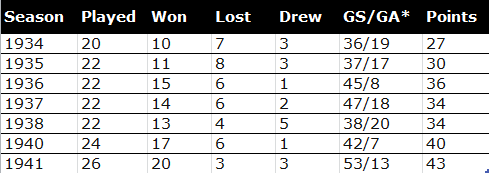
伊斯蘭教徒體育俱樂部於加爾各答足球聯賽戰績（1934-41年）

1933年，伊斯蘭教徒體育俱樂部晉級加爾各答足球聯賽第一組，俱樂部能在成立後，迅速晉升至加爾各答足球聯賽第一組，在當時實屬罕見。1934年，伊斯蘭教徒僅參加加爾各答足球聯賽第一組一年便獲得總冠軍，這也是印度首支本土球隊在加爾各答足球聯賽獲得冠軍，而比伊斯蘭教徒提早參賽的莫亨巴根與東孟加拉卻都無法打破由英國人壟斷的足球聯賽，莫亨巴根直到1939年才獲得加爾各答足球聯賽冠軍，東孟加拉則要到1942年才獲得加爾各答足球聯賽冠軍。自1934到1938年俱樂部連續獲得加爾各答足球聯賽總冠軍，該紀錄直到東孟加拉連續在1970年到1976年加爾各答足球聯賽奪得六次總冠軍才被打破。俱樂部在1940年及1941年仍持續在加爾各答足球聯賽獲得冠軍，只有在1939年俱樂部未參加加爾各答足球聯賽，因為俱樂部準備參加該年度印度盾锦标赛。
1935年，伊斯蘭教徒體育俱樂部加入許多著名球員，包括門將奧斯曼·揚（Osman Jan）、邊後衛塔吉·穆罕默德（Taj Mohammad）、朱馬·汗（Jumma Khan）、中場努尔·穆罕默德（Noor Mohammad），左中場巴奇·汗（Bacchi Khan），進攻球員如拉希姆（Rahim）、拉希德（Rashid）、拉瑪特（Rahmat）等，由阿巴斯·米爾札（Abbas Mirza）擔任隊長。在1935年與1938年加爾各答足球聯賽神射手，分別由拉希德（16球）與拉希姆（18球）奪得。俱樂部除了在聯賽外，在錦標賽也有不錯的成果，包括在1936年印度盾锦标赛獲得錦標賽冠軍，這也是第二支印度本土球隊在印度盾锦标赛獲得冠軍，第一支隊伍則是莫亨巴根。在1936年印度盾锦标赛決賽，伊斯蘭教徒以2-1擊敗加爾各答板球與足球俱樂部，再加上1936年加爾各答足球聯賽冠軍，俱樂部取得雙冠王佳績。
1940年，伊斯蘭教徒體育俱樂部在杜蘭德盃決賽以2-1擊敗皇家沃里克郡團足球隊，成為印度本土首支在杜蘭德盃奪冠的球隊， 俱樂部並在該年流浪者盃以1-0擊敗班加羅爾穆斯林（Bangalore Muslims），奪得該屆冠軍，達成俱樂部建立以來，首次在國內足球錦標賽奪得雙冠王的佳績。
1941年印度盾锦标赛，伊斯蘭教徒體育俱樂部以2-0擊敗皇家直屬蘇格蘭邊境團足球隊，成為印度本土首支在印度盾锦标赛奪得兩次冠軍的足球隊，俱樂部並在1942年印度盾锦标赛以1-0擊敗東孟加拉，成為首支在印度盾锦标赛連續奪冠的足球隊。

### 1943年-1960年
1956年，伊斯蘭教徒體育俱樂部在流浪者盃奪得第二次冠軍，此次奪冠再度開啟俱樂部的黃金時代。1957年，俱樂部在印度盾锦标赛及加爾各答足球聯賽雙雙奪冠，再度達成雙冠王佳績。1960年，俱樂部在達卡舉辦的阿迦汗金杯奪得冠軍，成為首支在印度國外足球錦標賽獲得冠軍的俱樂部。

### 1961年後
在1960年之後10年，伊斯蘭教徒體育俱樂部再度登上顛峰。俱樂部在1967年以全勝之姿奪得加爾各答足球聯賽賽季冠軍，這也是俱樂部第10次在加爾各答足球聯賽奪冠。1971年印度盾锦标赛決賽，伊斯蘭教徒以2-0擊敗图利刚格阿格拉加密奪得該屆冠軍，俱樂部同時在該屆比賽達成以全比賽不失分之姿奪得冠軍。
1981年，伊斯蘭教徒體育俱樂部在加爾各答足球聯賽達成全勝之姿，並以積分擠下莫亨巴根，奪得該屆總冠軍，這是俱樂部隊史上第三次達成如此佳績。1983年，俱樂部在印度聯合會盃決賽以2-0擊敗莫亨巴根，首次在聯合會盃奪得冠軍，並在1983年贏得無雙杯（Peerless trophy）冠軍、流浪者盃冠軍、DCM盃亞軍等。1984年，印度聯合會盃決賽以1-0擊敗東孟加拉，再度蟬聯聯合會盃冠軍。在此之後，直到2013年前俱樂部一直沒有再獲得任何冠軍。
2013-2014年球季，伊斯蘭教徒體育俱樂部在印度盾锦标赛決賽於PK大戰以5-4擊敗孟加拉達安蒙迪，並在杜蘭德盃決賽以2-1擊敗石油与天然气公司，同年度連續奪得國內兩大足球錦標賽冠軍。俱樂部並在2013年印度足球乙級聯賽贏得亞軍，晉升至印度足球甲級聯賽，但僅隔一賽季便被降級，重回2015年印度足球乙級聯賽。
2015年8月4日，伊斯蘭教徒體育俱樂部宣布其宣傳代言人為印度演員戴夫

## 球隊榮譽
- 加爾各答足球聯賽（英语：Calcutta Football League）

冠軍：1934年、1935年、1936年、1937年、1938年、1940年、1941年、1948年、1957年、1967年、1981年（11次）
- 印度足球乙級聯賽（英语：I-League 2nd Division）

亞軍：2013年（1次）
- 印度聯合會盃

冠軍：1983年、1984年（2次）
- 杜蘭德盃

冠軍 1940年、2013年（2次）
- 印度盾锦标赛（英语：IFA Shield）[10]

冠軍：1936年、1941年、1942年、1957年、1971年、2014年（6次）
亞軍：1963年、1982年（2次）
- 流浪者盃（英语：Rovers Cup）[11]

冠軍：1940年、1956年、1959年、1980年、1984年、1987年（6次）
- 阿迦汗金盃（英语：Aga Khan Gold Cup）

冠軍：1960年（1次）
- 科奇比哈爾盃（Coochbehar Cup）

冠軍：1902年、1906年、1909年、1947年、1952年（5次）
- Bordoloi盃 [12]

冠軍：1969年、1970年、1985年、1986年、1991年（5次）
- DCM盃（DCM Trophy）[13]

冠軍：1958年、1961年、1964年、1980年（4次）
- 全航空金盃（All Airlines Gold Cup）

冠軍：1986年、1996年、2010年（3次）
- 獨立日盃（Independence Day Cup） [14]

冠軍：1969年、1971年、1972年、1988年、2007年（5次）
- 薩特耐吉盃（Sait Nagjee Cup）[15]

冠軍：1971年、1984年、1991年、1992年（4次）
- 錫金金盃（英语：Sikkim Gold Cup） [16]

冠軍：1980年（1次）
- Kalinga盃

冠軍：1991年、2012年（2次）
- Nizam盃

冠軍：1983年（1次）